# Моревка (Краснодарский край)
Мо́ревка — посёлок в Ейском районе Краснодарского края.
Административный центр Моревского сельского поселения.

## География
Посёлок Моревка расположен в степи, в 24 км (по дороге) на юго-запад от райцентра — г. Ейска, на автомобильной дороге «Ейск—Камышеватская». Окружающая  растительность — сельскохозяйственные поля, в основном это зерновые, кукуруза и подсолнечник.

## История
Поселок основан в 1910 году как хутор Морев. В период коллективизации в Моревку переселены жители мелких хуторов. В 1929 г. земледельцы объединились в ТОЗ, а в 1930 г. на хуторе создан колхоз «Новая жизнь». Первый председатель колхоза – Чага. В колхозе в 1933 г. было 4 трактора «Фордзон».
В 1947 г. животноводческий совхоз № 6 реорганизован в Моревский свиносовхоз. В 1957 году свиносовхоз реорганизован в Моревскую птицефабрику. С 1964 года Моревский птицесовхоз реорганизован в Моревскую индеводческую птицефабрику.

## Экономика
За территорией жилмассива примерно километр на север была построена  Моревская птицефабрика, которая официально не работает с 2019 года.

## Инфраструктура
Администрация поселения, школа, детский сад, медпункт, дом культуры.

## Население
| 1926 | 2002  | 2010  |
| ---- | ----- | ----- |
| 36   | ↗1227 | ↗1269 |